# Fuhnequellgebiet Vogtei westlich Wolfen
Fuhnequellgebiet Vogtei westlich Wolfen este o arie protejată (arie specială de conservare — SAC, sit de importanță comunitară — SCI) din Germania întinsă pe o suprafață de 48 ha, integral pe uscat.

## Localizare
Centrul sitului Fuhnequellgebiet Vogtei westlich Wolfen este situat la coordonatele 51°41′01″N 12°09′27″E / 51.6836°N 12.1575°E.

## Înființare
Situl Fuhnequellgebiet Vogtei westlich Wolfen a fost declarat sit de importanță comunitară în octombrie 2000 pentru a proteja 3 specii de animale. Situl a fost protejat și ca arie specială de conservare în decembrie 2018.

## Biodiversitate
Situată în ecoregiunea continentală, aria protejată conține 2 habitate naturale: Liziere de ierburi înalte hidrofile de câmpie și de nivel montan până la alpin, Mlaștini calcaroase cu Cladium mariscus și specii de Caricion davallianae.
La baza desemnării sitului se află mai multe specii protejate:
- mamifere (1): castor (Castor fiber)
- nevertebrate (2): libelule (Leucorrhinia pectoralis), Vertigo angustior

Pe lângă speciile protejate, pe teritoriul sitului au mai fost identificate 5 specii de plante, 4 specii de amfibieni, 1 specie de nevertebrate, 1 specie de reptile.